# Willard Grant Conspiracy
I Willard Grant Conspiracy sono stati un gruppo alternative country statunitense.

## Storia
Il gruppo si è formato nel 1995 da Robert Fisher e Paul Austin a Boston che avevano già collaborato nei Flower Tamers.
Nel 1998 pubblicarono Flying Low, il loro secondo album con il quale la band raggiunse una certa notorietà nella country music
Durante gli anni si sono avvicendati circa una trentina di musicisti con il solo cantante Fisher come unico membro fisso.
Fisher è morto il 12 febbraio 2017 dopo una battaglia contro il cancro.

## Discografia

### Album in studio
- 3am Sunday @ Fortune Otto's (1996)
- Flying Low (1998)
- Mojave (1999)
- The Green, Green Grass Of Slovenia (2000)
- Everything's Fine (2000)
- Regard The End (2003)
- Let It Roll (2006)
- Pilgrim Road (2008)
- Paper Covers Stone (2009)
- Ghost Republic (2013)
- Untethered (2018)

### Album live
- Weevils in the Captain's Biscuit (1998)
- Live 2001 - Amsterdam and Aberdeen (2001)
- Live at Rockpalast-Crossroads (Il Mucchio) (2004)
- From a Distant Shore: Live in the Netherlands (2004)

### Raccolte
- There But for The Grace Of God (2004)

### EP
- Color Of The Sun (1999)
- Radio Free WGC (1999)
- In The Fishtank 7, in collaborazione con Telefunk (2001)